# Isaac Gálvez
Isaac Gálvez López, född 20 maj 1975 i Vilanova i la Geltrú, Katalonien, Spanien, död 26 november 2006 i Gent, Belgien, var en spansk ban- och landsvägscyklist. Han avled under Gents sexdagars då han efter en kollision kraschade in i en barriär.

## Karriär
Gálvez vann 18 etapper och lopp under sina sju år som professionell landsvägscyklist, bland annat vann han Clásica de Almería år 2000 samt etapper på Critérium International, Dunkirks fyradagars och Setmana Catalana de Ciclisme. 
Sina tre första år som professionell landsvägscyklist tillbringade Gálvez i det spanska Kelme-stallet innan han 2003 gick över till ibanesto.com (idag Caisse d'Epargne). Under sitt första år med ibanesto.com vann han Trofeo Mallorca och Trofeo Alcudia. Säsongen därpå vann han den tredje etappen av Setmana Catalana de Ciclisme och den sjunde etappen av Katalonien runt. Under säsongen 2005 vann han den första etappen av Critérium International. Han slutade också tvåa på Trofeo Mallorca, Trofeo Alcudia och Trofeo Luis Puig.
Säsongen 2001 slutade Gálvez två i madison i världsmästerskapen på bana tillsammans med Juan Llaneras Rossello. Under samma säsong vann Isaac Gálvez López också etapp 2 på GP Mosqueteiros - Rota do Marquês och Volta ao Alentejo. Året därpå vann Trofeo Mallorca och Trofeo de Palma. Under säsongen 2003 vann han återigen Trofeo Mallorca men också Trofeo Alcudia.
Gálvez var en mycket bra bancyklist och tog VM-guld i grenen Madison 1999 och 2006 tillsammans med Juan Llaneras Rossello. Han var också en bra spurtare på landsväg och kom tvåa efter Robbie McEwen på en etapp i Tour de France 2006. Under 2006 vann han Trofeo Mallorca och Trofeo Alcudia. Gálvez vann också etapp 3 och 5 under Four Days of Dunkirk.

## Privatliv
När Isaac Gálvez dog hade han nyligen gift sig. Han var bror till cyklisten Débora Gálvez López. 

## Stall
- Kelme-Costa Blanca 2000–2003
- Caisse d'Epargne-Illes Balears 2004–2006